# Maria Kisito
Sœur Maria Kisito, née Julienne Mukabutera est une religieuse et criminelle de guerre rwandaise. Reconnue coupable lors du procès des Quatre de Butare et condamnée à 12 ans d'emprisonnement pour son rôle actif dans le génocide des Tutsis en 1994, elle est libérée et assignée à résidence dans une abbaye de Belgique en 2007 après avoir purgé la moitié de sa peine.

## Biographie
Sœur Maria Kisito de son nom Julienne Mukabutera est reconnue coupable et condamnée le 8 juin 2001 à 12 ans pour son rôle actif dans la mort d'environ cinq à sept cents personnes qui ont cherché refuge au couvent de Sovu au sud du Rwanda pendant le génocide rwandais. Après avoir purgé la moitié de sa peine dans la prison de Namur en Belgique, elle est libérée en juin 2007 et assignée à résidence dans une abbaye de Belgique .
Sa mère supérieure, Gertrude Mukangango, est condamnée à 15 ans de prison. Leur procès, dit le procès des Quatre de Butare, a lieu devant la cour d’assises de Bruxelles en 2001. Des témoignages stipulent que les deux religieuses participent au génocide en dirigeant activement les milices vers leur refuge et fournissant même de l'essence pour incendier le bâtiment avec les civils à l'intérieur.
En juillet 1995, Gertrude Mukangango se constitue partie civile contre un journaliste l'ayant accusée d'avoir livré de nombreuses personnes à la milice Interahamwe. Cet événement conduit à son identification.

### Témoignage de Séraphine Mukamana
Lorsque des milices ont attaqué un couvent à Sovu dans le sud du Rwanda le 22 avril 1994 : « Nous avons cherché refuge dans le garage et fermé et barricadé les portes. Dehors, un bain de sang se déroule. Soudain, un orphelin se met à pleurer car il fait trop chaud. Aussitôt, les tueurs s'approchent du garage », comme les réfugiés refusent de sortir, le chef de milice, Emmanuel Rekeraho, décide de les brûler vifs dans le garage, « Les religieuses viennent nous aider. Elles apportent de l’essence » entend-elle. « En regardant par un trou que les miliciens avaient fait entre-temps dans le mur, j’ai en effet vu sœur Gertrude et sœur Kisito. Cette dernière portait un bidon d'essence. Peu de temps après, le garage est incendié ».